# Maiao
Maiao – wyspa wulkaniczna w archipelagu Wysp Towarzystwa, wchodząca w skład Polinezji Francuskiej.
Wyspa ma powierzchnię 9 km², liczy 353 stałych mieszkańców (2017). Administracyjnie stanowi część gminy Moorea-Maiao, należącą do regionu Wysp Na Wietrze (leży na zachód od Moorei). Najwyższym punktem wyspy jest wzniesienie o wysokości 154 m n.p.m. Wyspa została odkryta w 1767 roku przez angielskiego żeglarza i odkrywcę Samuela Wallisa.
Jest to wyspa najbardziej oddalona od kontynentów: 5795 km dzieli ją od Australii, 9155 km od Azji (Kamczatka) 6274 km od Ameryki Północnej, 7453 km od Ameryki Południowej i 6325 km od Antarktydy.